# (74324) 1998 UP33
(74324) 1998 UP33 – planetoida z pasa głównego asteroid okrążająca Słońce w ciągu 4,51 lat w średniej odległości 2,73 j.a. Odkryta 28 października 1998 roku.